# Assua
Assua (Assuwa) foi uma liga, ou confederação, de estados da faixa egeia da Anatólia Ocidental. Esta liga teria sido derrotada pelo rei hitita Tudália I por volta do ano 1 400 a.C., ou resistido até o tempo de Tudália IV, em meados ou fins do século XIV a.C. A própria função da liga foi opôr-se à expansão do império em direção ao Egeu.

## Estados membros
As crônicas Hititas apontam 22 estados como membros da liga dos Assua, entre eles Uársia (Warsiya), Tarusia, Uilussa e Carquija
Algumas identificações destes nomes são motivo de controvérsia. Por exemplo Uilussa é geralmente identificada como Ílion (Troia) e Taruisa como a região da Trôade, ao redor de Troia.  
Uilussa, que é associada a […]ugga ou Luca, é uma identificação problemática, porque isso expandiria a liga de Assua para costas ao sul do reino de Arzaua, no sudoeste da Anatólia, enquanto Assua aparentava ser uma liga de reinos ao norte de Arzaua. 
Homero, na Ilíada, sugere a existência de duas Lícias (em 2.876-77, 5.479; Sarpedão seria o líder da "Lícia distante", enquanto em 2.824ff. 5.105 Pandareu é identificado como líder dos lícios do monte Ida, próximo a Troia). De tal modo, é possível deduzir que quando as crônicas hititas falam em […]uga e em Luca, trata-se na verdade de dois estados distintos e não de uma variação de grafia.